# Luís Grilo
Luís Manuel Pereira Grilo (ur. 5 lipca 1946 w Campo Maior) – portugalski zapaśnik walczący w stylu klasycznym. Trzykrotny olimpijczyk. Zajął 21. miejsce w Meksyku 1968; dziewiąte w Monachium 1972 i jedenaste w Montrealu 1976. Startował w kategorii do 57 kg.

## Letnie Igrzyska Olimpijskie 1968
| Konkurencja          | Rundy eliminacyjne  | Rundy eliminacyjne   | Klas. końcowa |
| Konkurencja          | Przeciwnik I        | Przeciwnik II        | Miejsce       |
| -------------------- | ------------------- | -------------------- | ------------- |
| 57 kg styl klasyczny | János Varga (HUN) P | Fritz Stange (FRG) P | 21.           |

## Letnie Igrzyska Olimpijskie 1972
| Konkurencja          | Rundy eliminacyjne       | Rundy eliminacyjne   | Rundy eliminacyjne | Rundy eliminacyjne  | Klas. końcowa |
| Konkurencja          | Przeciwnik I             | Przeciwnik II        | Przeciwnik III     | Przeciwnik IV       | Miejsce       |
| -------------------- | ------------------------ | -------------------- | ------------------ | ------------------- | ------------- |
| 57 kg styl klasyczny | Eduardo Maggiolo (ARG) Z | Juan Velarde (PER) Z | Hans Veil (FRG) P  | János Varga (HUN) P | 9.            |

## Letnie Igrzyska Olimpijskie 1976
| Konkurencja          | Rundy eliminacyjne  | Rundy eliminacyjne | Rundy eliminacyjne | Klas. końcowa |
| Konkurencja          | Przeciwnik I        | Przeciwnik II      | Przeciwnik III     | Miejsce       |
| -------------------- | ------------------- | ------------------ | ------------------ | ------------- |
| 57 kg styl klasyczny | Ali Laszkar (MAR) P | Doug Yeats (CAN) Z | Joe Sade (USA) P   | 11.           |